# 河北金化
河北金牛化工股份有限公司（前稱為河北滄州化工股份有限公司，上交所：600722），冀中能源集團旗下公司。

## 历史
是在1979年從沧州市造纸厂分拆成立，前身為沧州市化工厂，主要業務生化工原料（不含化学危险品）、塑料制品、建筑材料的批发、零售；普通硅酸盐水泥、氯碱的生产和销售；经营本企业自产产品和技术的出口和本企业所需的原辅材料、机械设备、零配件及技术的进口业务，其股份自1996年6月17日在上海證券交易所上市。
2007年，被金牛能源集团有限责任公司收購本公司股權，然後更名至今。

## 連結
- 河北金牛化工股份有限公司 （页面存档备份，存于）